# Exhibition Magazine
 (décembre 2021).
 (décembre 2021).
La mise en forme du texte ne suit pas les recommandations de Wikipédia : il faut le « wikifier ».
Les points d'amélioration suivants sont les cas les plus fréquents. Le détail des points à revoir est peut-être précisé sur la page de discussion.
- Les titres sont pré-formatés par le logiciel. Ils ne sont ni en capitales, ni en gras.
- Le texte ne doit pas être écrit en capitales (les noms de famille non plus), ni en gras, ni en italique, ni en « petit »…
- Le gras n'est utilisé que pour surligner le titre de l'article dans l'introduction, une seule fois.
- L'italique est rarement utilisé : mots en langue étrangère, titres d'œuvres, noms de bateaux, etc.
- Les citations ne sont pas en italique mais en corps de texte normal. Elles sont entourées par des guillemets français : « et ».
- Les listes à puces sont à éviter, des paragraphes rédigés étant largement préférés. Les tableaux sont à réserver à la présentation de données structurées (résultats, etc.).
- Les appels de note de bas de page (petits chiffres en exposant, introduits par l'outil «  Source ») sont à placer entre la fin de phrase et le point final[comme ça].
- Les liens internes (vers d'autres articles de Wikipédia) sont à choisir avec parcimonie. Créez des liens vers des articles approfondissant le sujet. Les termes génériques sans rapport avec le sujet sont à éviter, ainsi que les répétitions de liens vers un même terme.
- Les liens externes sont à placer uniquement dans une section « Liens externes », à la fin de l'article. Ces liens sont à choisir avec parcimonie suivant les règles définies. Si un lien sert de source à l'article, son insertion dans le texte est à faire par les notes de bas de page.
- La présentation des références doit suivre les conventions bibliographiques. Il est recommandé d'utiliser les modèles {{Ouvrage}}, {{Chapitre}}, {{Article}}, {{Lien web}} et/ou {{Bibliographie}}. Le mode d'édition visuel peut mettre en forme automatiquement les références.
- Insérer une infobox (cadre d'informations à droite) n'est pas obligatoire pour parachever la mise en page.

Pour une aide détaillée, merci de consulter Aide:Wikification.
Si vous pensez que ces points ont été résolus, vous pouvez retirer ce bandeau et améliorer la mise en forme d'un autre article.
 (décembre 2021).
Exhibition Magazine est un magazine de mode fondé en 2010 par Edwin Sberro, Boris Ovini et Gaël Hugo. 
Lle magazine se caractérise par son grand format (33 × 44 cm) et son thème unique par numéro, présentant des séries photos, des interviews, des articles de décryptages et une rubrique carte blanche confiée à un designer ou un artiste.

## Historique
Le 1er numéro du magazine, Lipstick Issue , publié en 2011 pendant la saison Fall/Winter, traitait des rouges à lèvres sous toutes leurs formes.  

En 2016, l’équipe du magazine voit partir Gaël Hugo[pertinence contestée]. 

En 2018, Alexis Zacchi rejoint l’équipe en tant que directeur artistique et curator. 

La même année, Sophie Abriat devient la rédactrice en chef avec la sortie du numéro Family Issue. 

Enfin en 2019, c’est James Valeri qui prend la direction de la mode avec la sortie du numéro Guru Issue.
L’ambition que s’est donné le magazine est de favoriser une réflexion avant-gardiste, interdisciplinaire et internationale autour de l’univers du luxe, de l'art de la mode et de la beauté. 16 éditions du magazine ont été éditées jusqu’à aujourd’hui, sur des thèmes tels que Leather, Skin, Powder, Blushing, Disruption, Imaginary ou Euphoria.

## Collaborations
De nombreux artistes et intellectuels ont collaboré avec le magazine Exhibition. Parmi eux, des photographes, make-up artists, stylistes, écrivains, designers, philosophes, réalisateurs et musiciens qui donnaient leur interprétation libre du thème du numéro. 
Entre autres contributeurs : 
Monique Baumann, Ronan et Erwan Bouroullec, Richard Burbridge, Pierre Debusschere,, Felipe De Oliveira, Vito Fernicola, Isamaya Ffrench, Pierre Hermé, Hannes Hetta, Karl Lagerfeld,, Peter Philips, Olivier Rizzo, Solve Sundsbo, Riccardo Tisci, Tim Walker, Guido Mocafico, Kim Jones, Daniel Arsham, Isa Genzken, etc.

## Distribution
Exhibition magazine fait l’objet d’une publication semestrielle en mars et en octobre, au rythme des Fashion Week parisiennes. 
Il est distribué par KD Presse en France et à l’international, avec un maillage sélectif dans des librairies spécialisées dans l'art et la mode, dans des concepts stores et des galeries.